# Aglaia

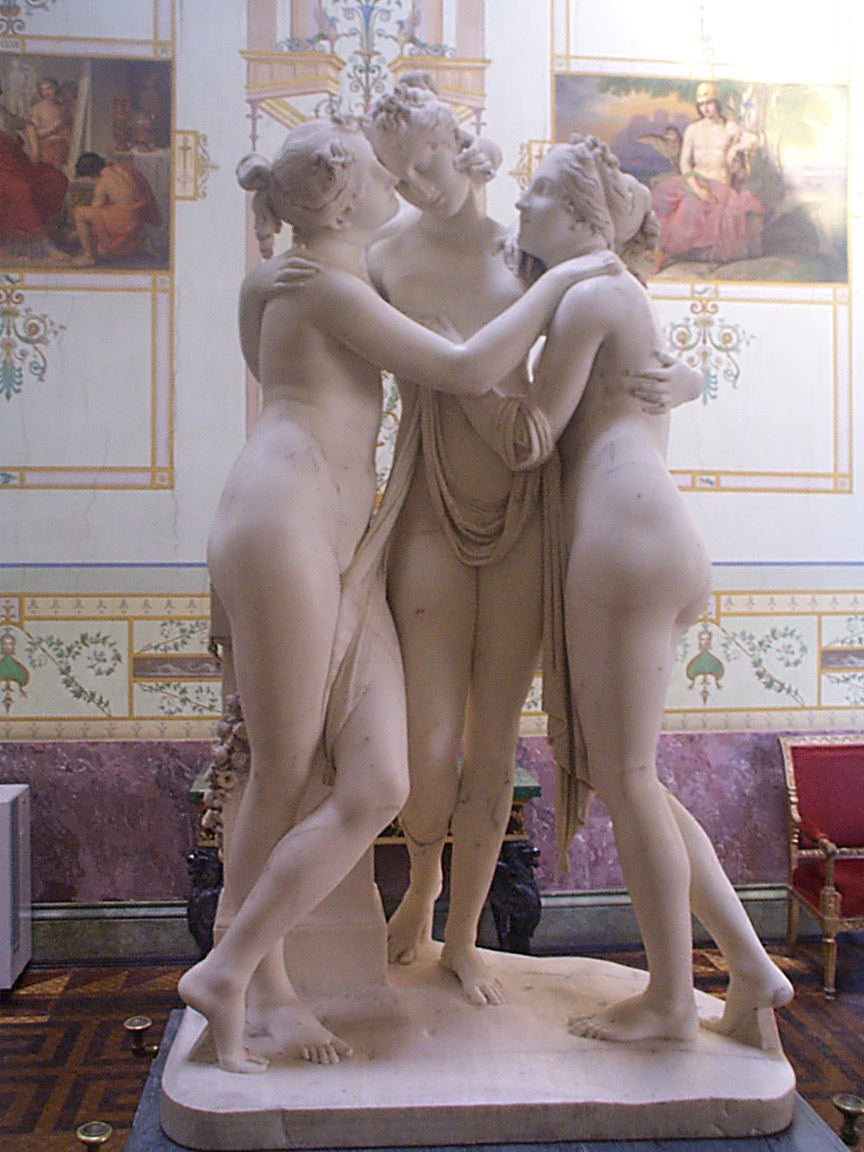
Aglàïe, una de les Càrites

En la mitologia grega, Aglaia o Aglaie (en grec antic Ἀγλαΐα -ΐας, Ἀγλαΐη -ΐης 'la que brilla', 'l'esplendorosa', 'l'esplèndida'; llatí Āglaĭa -æ, Āglaĭē -ēs) era la més jove i bella de les tres Càrites. Simbolitzava la intel·ligència, el poder creatiu i la intuïció de l'intel·lecte. Era filla, com les seves germanes Eufròsine i Talia, de Zeus i de l'oceànida Eurínome, o d'Hèlios i Egle.
Les Càrites o Gràcies viuen a l'Olimp en companyia de les Muses, amb les quals de vegades formen cors. Pertanyen al seguici d'Apol·lo, el déu músic. Acompanyen tot sovint Atena, deessa de les tasques femenines i de l'activitat intel·lectual, i també Afrodita, Eros i Dionís.
Així com la tradició més difosa és la d'Hefest casat amb la deessa Afrodita, en d'altres és esposa d'Aglaia, i segons la tradició òrfica foren pares d'aquests personatges:
- Euclea (Εὔκλεια), deessa de la bona reputació i la glòria.
- Eufeme (Εὐφήμη), deessa del correcte discurs.
- Eutènia (Εὐθηνία), deessa de la prosperitat i la plenitud.
- Filofròsine (Φιλοφροσύνη), deessa de l'amabilitat i la benvinguda.[4]